# Melocalamus scandens
Melocalamus scandens är en gräsart som beskrevs av Chi Ju Hsueh och C.M.Hui. Melocalamus scandens ingår i släktet Melocalamus och familjen gräs. Inga underarter finns listade i Catalogue of Life.